# 印度驻利比亚大使馆
印度驻利比亚大使馆（英語：Embassy of India, Tripoli, Libya），是印度驻利比亚的外交代表机构。該使館於2019年因安全問題關閉，已於2024年重新開放，現由印方臨時代辦領導。

## 歷史
1969年，印度在的黎波里設立外交使團。
使團於2012年恢復運作，但後於2019年4月因安全原因关闭，印度与利比亚关系由印度驻突尼斯大使负责。印度駐利比亞大使原本兼任印度駐馬耳他高級專員，2017年1月印度在馬耳他開設高級專員公署，印度常駐高級專員於次年1月就任。
2021年底，印度駐突尼斯大使被任命兼駐利比亞。2022年，利比亞外交部長娜杰拉·曼古什表示希望印度與利比亞進行更多接觸和合作，以及在的黎波里重新開放大使館。2024年5月，利比亞民族统一政府外交部副部長與印度外交部副部長舉行會議，印度外交部宣佈將於近期重新開放駐利比亞大使館。7月，利比亞外交部發佈聲明，印度駐利比亞大使館重新開放，原印度外交部西非北非司副处长穆罕默德·阿利姆担任临时代办。